# ميكيلي هيكس
ميكيلي هيكس (بالإنجليزية: Michele Hicks)‏ هي عارضة وممثلة أمريكية، ولدت في 4 يونيو 1973 بمقاطعة إسكس في الولايات المتحدة.

## أعمال

### أفلام
- (2001) طريق مولهولاند[3][4]

### مسلسلات
- السيد روبوت
- نيويورك
- كولد كيس

## وصلات خارجية
- ميكيلي هيكس على موقع IMDb (الإنجليزية)
- ميكيلي هيكس على موقع ألو سيني (الفرنسية)
- ميكيلي هيكس على موقع أول موفي (الإنجليزية)
- ميكيلي هيكس على موقع قاعدة بيانات الفيلم (الإنجليزية)
- ميكيلي هيكس على موقع كينوبويسك (الروسية)